# Тайво, Том
Томас Джеймс Уильям «Том» Тайво (англ. Thomas James William "Tom" Taiwo ; 27 февраля 1990, Пудсей, Англия) — английский футболист, полузащитник.

## Карьера

### Клубная
На молодёжном уровне играл в таких клубах, как «Фарсли Селтик» и «Лидс Юнайтед», пока в 2006 году не был замечен селекционерами Челси. Два года отыграв за молодёжную команду клуба и попав в 2008 в основу не смог в ней закрепится и поехал в аренду в «Порт Вейл», где однако тоже не заиграл и проведя всего 4 матча вернулся в Челси. В 2009 году на правах аренды перешёл в «Карлайл Юнайтед», где завоевал место в стартовом составе и сумел себя достаточно проявить, что бы позже быть выкупленным клубом полностью. За два года успел сыграть почти сто матчей (99). В 2012 году отказался подписывать с клубом новый контракт и покинул клуб. В сентябре подписал двухлетний контракт с «Хибернианом».
В 2014 году переходит в шотландский «Фалкирк».

### Международная
Имеет на своём счету два матча за юношескую сборную Англии. Так же имеет право выступать за сборную Нигерии через своего деда по отцовской линии.

## Достижения
«Карлайл Юнайтед»
- Трофей Футбольной лиги (второе место): 2010
- Трофей Футбольной лиги: 2011